# Maafa
Maafa, alternativ auch Afrikanischer Holocaust, Holocaust der Versklavung, oder Schwarzer Holocaust,  sind politische Neologismen, die seit etwa 1988 fortschreitend popularisiert wurden. Sie beschreiben die Geschichte der Gräueltaten, die Afrikanern von Nicht-Afrikanern zugefügt wurden, insbesondere von Europäern und Arabern, sowie deren bis heute anhaltende Auswirkungen. Gemeint sind dabei in erster Linie Taten im Kontext der Geschichte der Sklaverei einschließlich des ostafrikanischen Sklavenhandels und des atlantischen Sklavenhandels. 

## Geschichte und Terminologie
Die Verwendung des Swahili-Begriffs: Maafa, wörtl. „Großes Unglück“, wurde in  Marimba Anis 1988 erschienenem Buch Let the Circle Be Unbroken: The Implications of African Spirituality in the Diaspora eingeführt. Es wurde vom Swahili Begriff für „Unglück, schreckliches Vorkommnis oder große Tragödie“ abgeleitet. Der Begriff wurde in den 1990er Jahren popularisiert. Während sowohl Maafa als auch afrikanischer Holocaust denselben Betrachtungsgegenstand beschreiben, ist die jeweilige Terminologie Teil einer anhaltenden Debatte.
Der Begriff afrikanischer Holocaust wird von einigen Akademikern wie Maulana Karenga  bevorzugt, da er eine Absicht impliziert. Karenga merkt als problematisch an, dass das Wort Maafa sich auch als „Unfall“ übersetzten lässt und nach Ansicht einiger Wissenschaftler der Holocaust der Versklavung kein bloßer Unfall war. Ali Mazrui nennt das Wort „Holocaust“ ein „doppeltes Plagiat“, da der Begriff aus dem Altgriechischen abgeleitet ist und daher, obwohl er mit dem Genozid an den Juden in Verbindung gebracht wird, niemand ein Monopol auf den Begriff haben könne: „Dieses Leihen von Ausleihenden ohne Zuschreibung ist, was ich 'doppeltes Plagiat' nenne. Aber dieses Plagiat sei zu verteidigen, weil das Vokabular von Gräueln wie Genozid und Versklavung keinen urheberrechtlichen Beschränkungen unterliegen sollte.“ Andere wie Weldon Williams kritisieren den Begriff Holocaust in diesem Zusammenhang als inadäquat, da er durch seine Verknüpfung mit einem anderen historischen Zusammenhang ein falsches Symbol setze.
Einige Theoretiker des Afrozentrismus ziehen den Begriff Maafa dem Begriff des afrikanischen Holocaust vor, weil sie glauben, dass diese indigene afrikanische Terminologie die Ereignisse wahrheitsgetreuer vermittelt. Der Begriff Maafa dient möglicherweise „einem ähnlich kulturell psychologischen Zweck für Afrikaner wie die Idee des Holocaust dazu dient, die kulturell spezifisch jüdische Erfahrung des Genozids unter dem deutschen Nationalsozialismus zu benennen“. Weitere Kritiker, die für Maafa statt für afrikanischer Holocaust sprechen, betonen, dass das Leugnen der Gültigkeit des Menschseins des afrikanischen Volkes ein jahrhundertelanges Phänomen ist, das seinesgleichen sucht: „Die Maafa ist ein kontinuierliches, konstantes, komplettes und umfassendes System der menschlichen Negierung und Annullierung.“
Die Historikerin Sylviane Diouf nennt die Begriffe Transatlantischer Sklavenhandel, Atlantischer Sklavenhandel und Sklavenhandel zutiefst problematisch, weil sie als Euphemismen für intensive Gewalt und Massenmord dienten. Wenn man sie als „Handel“ bezeichnete, so würde diese anhaltende Zeit der Verfolgung und des Leidens als kommerzielles Dilemma dargestellt und nicht als moralische Gräueltat. Mit Handel als primärem Schwerpunkt verschiebe sich die umfassendere Tragödie zu einem bloßen Kollateralschaden eines kommerziellen Unternehmens, sie werde zweitrangig. Andere sind jedoch der Meinung, dass das Vermeiden des Begriffs Handel ein apologetischer Akt im Namen des Kapitalismus ist, der die kapitalistischen Strukturen von der Verwicklung in menschliche Katastrophen entlaste.
Maulana Karenga (2001) setzt Sklaverei in den breiteren Kontext der Maafa und legt nahe, dass deren Auswirkungen reine körperliche Verfolgung und rechtliche Entmündigung überschreiten: Die „Zerstörung menschlicher Möglichkeiten bedeutete, die afrikanische Menschheit gegenüber der Welt neu zu definieren, die vergangenen, gegenwärtigen und zukünftigen Beziehungen zu anderen, die uns nur durch diese Stereotypisierung kennen, zu vergiften und damit die wahrhaft menschlichen Beziehungen zwischen den Völkern zu schädigen“.